# يوري ياكوفينكو
يوري ياكوفينكو (بالأوكرانية: Юрій Павлович Яковенко)‏ هو لاعب كرة قدم أوكراني في مركز الهجوم، ولد في 3 سبتمبر 1993 في مونبليار في فرنسا. شارك مع منتخب أوكرانيا تحت 16 سنة لكرة القدم ومنتخب أوكرانيا تحت 17 سنة لكرة القدم ومنتخب أوكرانيا تحت 18 سنة لكرة القدم ومنتخب أوكرانيا تحت 19 سنة لكرة القدم ومنتخب أوكرانيا تحت 21 سنة لكرة القدم. أما مع النوادي، فقد لعب مع أنورثوسيس فاماغوستا ونادي أجاكسيو ونادي دنيبرو دنيبروبتروفسك.

## وصلات خارجية
- يوري ياكوفينكو على موقع الاتحاد الأوربي (الإنجليزية)
- يوري ياكوفينكو على موقع اتحاد أوكرانيا (الإنجليزية)
- يوري ياكوفينكو على موقع إي إس بي إن إف سي (الإنجليزية)
- يوري ياكوفينكو على موقع قاعدة بيانات كرة القدم.إي يو (الإنجليزية)
- يوري ياكوفينكو على موقع Soccerbase.com (لاعب) (الإنجليزية)
- يوري ياكوفينكو على موقع Soccerway.com (الإنجليزية)
- يوري ياكوفينكو على موقع عالم كرة القدم.نت (الإنجليزية)